# Zigeunelager
Le Zigeunelager d'Auschwitz, également connu sous le nom de Camp des familles Tsiganes d'Auschwitz, était le nom donné dans le langage nazi à la section B IIe du camp d'extermination et de concentration d'Auschwitz-Birkenau durant la période de février 1943 à août 1944. À la suite du décret du 16 décembre 1942, le Auschwitz Erlass du SS Heinrich Himmler, qui ordonne la déportation massive des Tsiganes ou demi-tsiganes (métissés) vers les camps d’Auschwitz, cette zone du camp est formalisée pour les roms et sintés. Avant même la construction du zigeunelager, les roms ont été déportés pour la première fois à Auschwitz, le 29 septembre 1942.

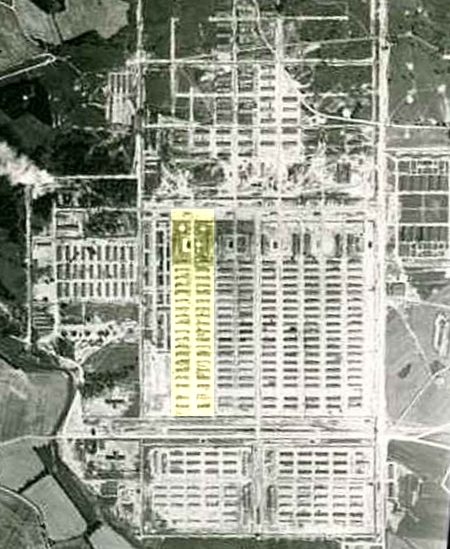
Le camp des tsiganes, surligné en jaune. Prise de vue aérienne de la royal air force en 1944.

## Les prisonniers
Les déportés, hommes, femmes et enfants, venaient de toute l’Europe, la majorité en transitaient au préalable par les territoires du grand reich et d’Autriche. Il est estimé qu’au moins 22 600 roms y ont été emprisonnés, dont plus de 19 300 sont mortes. Parmi eux, plus de 13 600 ont succombé à la malnutrition systématique, aux maladies et aux épidémies, et plus de 5 600 ont été assassinés dans des chambres à gaz. D'autres ont été victimes d'attaques violentes individuelles ou de crimes médicaux notamment de la part du médecin du camp de concentration Josef Mengele. Un petit nombre de prisonniers ont été transférés vers d'autres camps de concentration (comme au camp de concentration de Buchenwald ou celui de Ravensbrück) pour être soumis aux travaux forcés. Avec les destructions de preuves à la fin de la guerre par les Nazis, les approximations administratives de certains fonctionnaires du camp, et les travaux tardifs autour du génocide Roms en Europe, le nombre précis de victimes tsiganes est toujours à l’étude. Les atrocités massives perpétrées dans le camp de concentration d'Auschwitz-Birkenau font partie du génocide tsigane, appelé Porajmos.

## Mise en place
À la suite de l'accord entre Heinrich Himmler et Otto Georg Thierack du 17 septembre 1942 entre les SS et le Ministère de la Justice puis au décret d’Himmler du 16 décembre 1942, il y a eu non seulement la déportation des Tsiganes, mais aussi l'établissement du zigeunelager à Auschwitz. Cet ordre avait également pour objectif de démanteler les petits camps de concentration établis par les Nazis de manière décentralisée depuis des années, comme par exemple le camp de Roms de Cologne, le camp de Berlin-Marzahn, le camp de Lackenbach , etc.
Le début de l'incarcération de la minorité rom dans la section B IIe alors aménagée peut être évaluée par deux événements. Le 1er février 1943, le SS Oberscharführer Bruno Pfütze, est nommé chef du camp de Tsiganes et, le 26 février 1943 arrive le transport commandé par le RSHA (Berlin). Le 29 janvier 1943, c'est le 1er transfert documenté retrouvé. À partir de cette date, les prisonniers roms sont enregistrés dans leur propre registre de prisonniers et tatoués d’une série de chiffres distincts commençant par un Z, sur le bras pour les adultes et sur la cuisse pour les enfants ayant les bras trop fins. Ils devaient porter le triangle noir comme insigne et étaient donc étiquetés comme « asociaux ».
La phase de construction du camp se retrouve déjà sur les plans de la zone d'intérêt d'Auschwitz de février 1941. L’aménagement du camp des Tsiganes n'était pas encore terminé lorsque des prisonniers y sont affectés pour la première fois en 1943. La section B IIe mesurait environ 80 m de large pour 1 000 m de long et comprenait d'anciennes écuries en bois modestement aménagées en dortoirs, 32 casernes en briques appelées « blocks », utilisés comme habitations et huit blocs annexes, dont deux étaient utilisés pour entreposer la nourriture et des vêtements, quatre pour les infirmeries et deux comme casernes pour nourrissons et enfants. À l'entrée, à l'extrémité nord, se trouvaient un bâtiment séparé, le  (Blockführer est le nom des surveillants SS actifs dans une section de block), ainsi qu'un bâtiment de cuisine pour hommes et femmes.

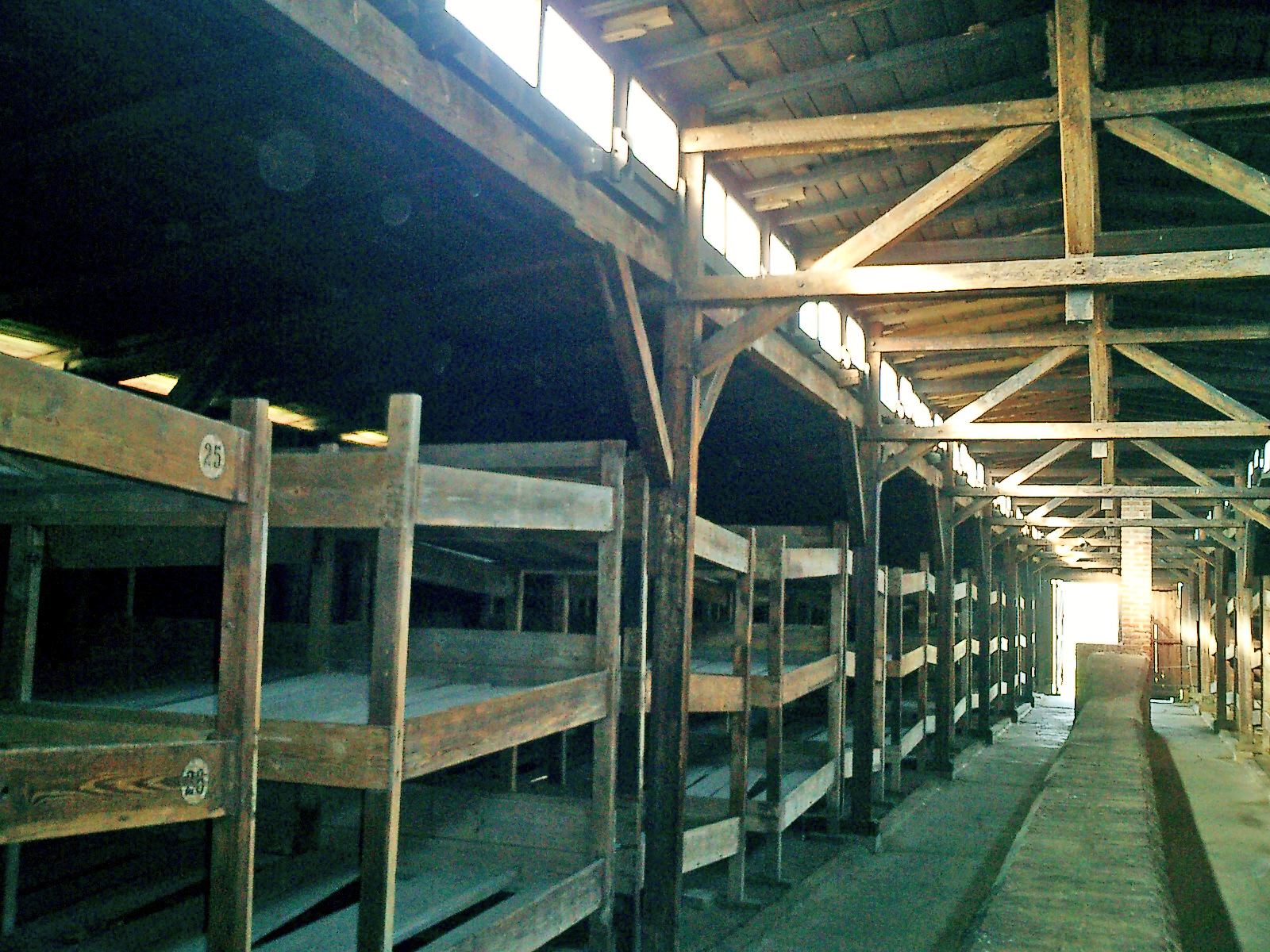
Vue intérieure d'une reconstitution à Auschwitz d'une baraque en bois à couchettes triples.

La section était clôturée par des barbelés, dotée de tours de guet et bordée du côté est - séparée par une clôture en barbelés - de la section B IId (le camp des hommes du camp de concentration de conception identique). Du côté ouest, il bordait l'hôpital des prisonniers B IIf. À l'extrémité sud de la rangée de casernes se trouvaient les voies ferrées du train interne du camp de concentration, à quelques mètres seulement du crématoire d'Auschwitz, dont l'odeur flottait sur le camp.
Dès les mois suivants la mise en place du zigeunelager, les baraquements, en partie sans fenêtres, sombres et vétustes, avaient des fuites et étaient surpeuplés, ils pouvaient loger chacun jusqu'à un millier de personnes. Dans les écurie-dortoirs, il y avait des couchettes à trois étages, chacune étant destinée à une famille, quelle que soit sa taille.

## Arrivée au camp
Au bureau, les nouveaux arrivants sélectionnés, ceux qui n’avaient pas été gazés dès l’entrée, devaient présenter le « passeport tsigane » (vert ou bleu) et une demi-feuille blanche contenant l'ordre d'instruction du quartier général du Reich de « lutte contre le fléau tsiganes » et les données personnelles. Les prisonniers étaient tatoués d'un numéro et inscrits dans le registre du camp de Tsiganes.
« La première impression que nous avons eue d’Auschwitz a été terrible, il faisait noir quand nous sommes arrivés. Une zone immense, mais on ne voyait que les lumières. Nous avons dû passer la nuit à l'étage d'une grande salle. Nous avons dû entrer au camp tôt le matin. Là, ils ont d'abord tatoué les numéros des prisonniers sur nos bras et nous ont coupé les cheveux. Les vêtements, les chaussures et le peu de choses que nous avions encore sur nous nous ont été confisqués. » – Elisabeth Guttenberger (déportée en mars 1943).
« Lorsque les wagons ont finalement ouvert, les SS nous ont accueillis avec des coups et des limiers – nous étions arrivés à destination. À ce moment-là, nous avons cessé d’être humains. Nous n'étions que des numéros. Tout ce que nous avions nous a été retiré. Tout le monde, y compris les femmes et les enfants, avait les cheveux rasés, tout le monde, y compris mes deux petites filles, avait des numéros tatoués dessus ». – Julius Hodosi (sinté allemand)

## La vie quotidienne au camp
Contrairement à d’autres sections du camp, les prisonniers du camp de tsiganes pouvaient rester avec leur famille, porter des vêtements civils et se laisser repousser les cheveux, (ce sera le cas aussi plus tard pour les familles juives venue du camp de Theresienstadt), possiblement afin de limiter le risque d’émeutes collectives comme celle survenue le 16 mai 1944. Les prisonniers capables de travailler n'étaient pas affectés à des commandos extérieurs, mais étaient plutôt déployés sur le terrain du camp de concentration d'Auschwitz pour construire des rampes ou créer un système de drainage au camp. La route du camp dans la section du camp a également été construite par des enfants qui devaient transporter de lourdes pierres. Le prisonnier Helmut Clement rapporte une histoire qui a été transmise à plusieurs reprises :
« Je me souviens encore de l'incident avec les enfants, les deux enfants sintés d'Autriche. Ils ont couru jusqu'à la clôture de barbelés et y ont joué. Il y avait une tranchée, ce qu’on appelle la zone neutre, avec des fils lisses devant et des barbelés derrière. Les deux enfants y jouaient ensemble et se parlaient. Soudain, un SS a tiré sur les enfants depuis la tour de guet. L’un des enfants a reçu une balle dans le bras et dans le ventre et a été grièvement blessé. » – Helmut Clement
Les conditions d'hygiène dans le camp étaient catastrophiques, car les installations sanitaires étaient insuffisantes, les latrines étaient rarement vidées et l'eau était surtout contaminée par des germes. De plus, les rations alimentaires allouées étaient absolument insuffisantes. La faim était omniprésente.
« J’ai aussi perdu mes deux enfants à cette époque ; ils sont littéralement morts de faim. » – Julius Hodosi
Des survivantes rapportent avoir été abusées et torturées par les gardes SS, qui sélectionnaient les plus belles femmes lors des opérations d'épouillage.

## Maladies
En raison des conditions insalubres du camp et de la malnutrition, des maladies telles que la gale, la typhoïde, la rougeole et le typhus se sont propagées dans le camp. De nombreux enfants étaient touchés par la maladie du noma au niveau du visage. Après la guerre, la médecin prisonnière, Lucie Adelsberger rend compte des conditions de vie des enfants soumis à une mort lente et douloureuse décharnés par les maladies.
Le revier des malades était occupé par 400 à 600 patients. Dès avril 1943, les malades étaient soignés par 30 médecins prisonniers et 60 infirmières prisonnières, qui ne disposaient pas de suffisamment de médicaments ni de bandages pour les soigner.
Tuer les prisonniers malades était un moyen courant de traitement « médical ». Josef Mengele, médecin nazi au Camp de Tsiganes devient, à partir du 24 mai 1943, médecin principal du camp. Il était responsable de la sélection quotidienne des patients des blocs infirmiers et faisait établir pour chaque block une liste détaillée des malades avec un diagnostic et un pronostic par les médecins qui dépendaient de lui. Un pronostic d'un temps de guérison de plus de trois semaines signifiait pratiquement automatiquement une condamnation à mort pour le prisonnier en question.
La lutte contre les épidémies relevait également de la responsabilité des médecins du camp. Mengele a solutionné l'épidémie de typhus en gazant les 600 à 1 000 prisonniers d'une caserne contaminée puis il fit désinfecter la caserne vide. Les prisonniers de la caserne voisine ont ensuite été épouillés, transférés nus et sans effets personnels et ont finalement reçu de nouveaux vêtements. Ce processus s'est poursuivi avec les prisonniers d'autres baraquements. La possibilité de soigner l’épidémie sans assassiner les prisonniers n'était évidemment pas dans l'imagination de Mengele, comme le notait l'ancienne médecin prisonnière Ella Lingens en 1985.
Outre Mengele, Erwin von Helmersen, Fritz Klein et Franz Lucas, Carl Clauberg, étaient employés comme médecins de camp. Les tsiganes enfants comme adultes y ont été mutilés et subi toute sorte d'expériences médicales, stérilisations, et barbaries pseudo-scientifiques par les doctorants du camp.

## Origine et composition des détenus
La plupart des prisonniers dont on a retrouvé les registres au zigeunelager ont transité par les territoires du grand Reich, d’Allemagne et d’Autriche. il est alors estimé que la majorité d’entre eux étaient allemands ou autrichiens. Cependant dans les pays qui ne reconnaissent pas officiellement le génocide tsigane, et dont le traitement des Tziganes a longtemps été écarté/occulté des livres scolaires, des (re)découvertes d'archives et de camps de tziganes détruits se multiplient depuis les années 2000 comme en France, Italie, Roumanie, , etc. Sans registres, Il sera difficile de savoir où sont morts les déportés qui ne sont jamais revenus.
Comme en témoigne lors de sa déposition au procès de Nuremberg la résistante Française Marie-Claude Vaillant-Couturier « À côté de notre camp, de l'autre côté, derrière les barbelés, à trois mètres de notre camp, il y avait deux camps. Un camp de gitans dont les détenus furent gazés jusqu'au dernier homme vers août 1944. C'étaient des gitans de toute l'Europe, y compris d'Allemagne. De l’autre côté se trouvait ce qu’on appelle le camp familial. »
Parmi les dizaines de milliers de détenus recensés, une centaine de Tsiganes allemands du Reich avaient effectué leur service militaire dans la Wehrmacht avant leur déportation et certains avaient été amenés directement du front dans le camp. Plusieurs d'entre eux portaient des décorations de guerre. Parmi les détenus du camp se trouvaient des femmes tsiganes avec leurs enfants, mariées à des Allemands « aryens » qui effectuaient leur service militaire.
La source la plus importante est constituée des deux registres du camp. Les registres étaient tenus par les commis de prison. Le prisonnier politique polonais Tadeusz Joachimowski, qui devait travailler comme scribe pour le chef du rapport, a pu voler secrètement les deux livres du bureau en juillet 1944 - peu avant la dissolution de cette partie du camp le 2 août 1944 - et les enterrer avec l'aide de deux autres prisonniers. Le 13 janvier 1949, les livres endommagés furent récupérés et remis au mémorial. Les prisonniers étaient enregistrés nominativement avec des numéros croissants consécutifs dans un livre pour hommes et femmes. Le numéro correspond au numéro tatoué sur les prisonniers. Le registre enregistre 20 943 personnes, 18 736 prisonniers ont été admis en 1943 et 2 207 prisonniers en 1944, et 11 843 (= 57 %) prisonniers ont été enregistrés comme étant décédés. 371 enfants sont nés dans le camp, dont aucun n'a survécu.
Cependant, ces registres ne contiennent pas tous les noms des détenus. Par exemple, environ 1 700 hommes, femmes et enfants admis le 23 mars 1943 et tués dans les chambres à gaz parce qu'ils étaient soupçonnés d’avoir la fièvre typhoïde ne figurent pas non plus dans les registres. Selon Franciszek Piper, un total de 2 000 prisonniers admis comme Tsiganes n'étaient pas enregistrés.
Le chercheur Michael Zimmermann estime qu'il y avait environ 22 600 prisonniers, dont 19 300 n'ont pas survécu. Plus de 5 600 personnes ont été tuées par le gaz.
Enfin d’autres détenus étaient roms mais affectés à d’autres sections du camp de concentration, comme Albine Weiss (Z-10888) qui est répertorié dans le livret du block 22b à l'extérieur du zigeunlager.
Voici quelques déportations dont on a retrouvé les registres :
Le 26 février 1943 est la première date d'arrivée documentée dans les registres du camp.
En mars 1943, 11 339 personnes furent amenées dans 23 transports. Le camp d'Altwarmbüchener Moor, en Allemagne a été encerclé et vidé par la police dans la nuit du 1er mars 1943. Les déportés peuvent être identifiés dans le registre après le 4 mars 1943. Parmi les déportés du 1er mars, figurent 160 résidents du prétendu « camp de tsiganes de Magdeburg Holzweg », dont Erna Lauenburger, connue sous le nom de « Unku ». Les déportés du camp de Ravensburg, dont Hildegard Franz, sont arrivés à la mi-mars. Le train de déportation dans lequel Walter Winter et sa famille ont été transportés, est arrivé au camp à la mi-mars. Elle fut immatriculée le 14 mars 1943 sous le numéro Z 3105.
Anton Winter et sa famille ont été déportés de Singen à bord d'un train déployé à Radolfzell le 24 mars 1943 où d'autres victimes sont déportées via de nombreuses autres gares. Selon l'horaire, le train arriva à Auschwitz-Birkenau le 27 mars 1943 à 15 h 1 avec 514 hommes et femmes. Une grande partie de sa famille n’a pas survécu au camp.
Parmi les personnes expulsées en mars figuraient Hermann Höllenreiner (de), Hugo Höllenreiner et Vinzenz Rose (de).
Le 31 mars 1943, Karl Stojka et Mongo Stojka sont déportés. En avril 1943, 2 677 personnes furent transportées dans dix transports. L'un des prisonniers amenés en avril était Otto Rosenberg, qui venait avec les autres prisonniers du camp de Berlin-Marzahn Rastplatz, dissous par une déportation presque complète à Auschwitz. Ewald Hanstein a également été expulsé de Berlin.
En mai 1943, 2 014 roms et sintés furent déportés dans onze transports.
En 1943, les expulsions du camp des Tsiganes de Lackenbach en Autriche, ont également commencé.
Le 17 janvier 1944, 351 prisonniers de Belgique, d'Allemagne, de France, des Pays-Bas et de Norvège arrivèrent du camp de rassemblement SS de Malines.
Le 21 avril 1944, Philomena Franz (en) est enregistrée et tatouée du numéro de prisonnière Z 10550.
Le 12 mai 1944, les 39 enfants sintés de Mulfingen, qui avaient servi l'anthropologue nazie Eva Justin pour obtenir son doctorat, furent emmenés du foyer pour enfants St. Josefspflege au camp de concentration d'Auschwitz-Birkenau. Les garçons reçurent les numéros Z-9873 à Z-9892, les filles Z-10629 à Z-10647.
Le 16 mai 1944, 244 personnes, dont Settela Steinbach, furent transportées du camp de transit de Westerbork aux Pays-Bas vers Auschwitz. Le militant Zoni Weisz échappe à cette déportation, mais pas sa famille.
Après le 6 juin 1944, Ernst Mettbach (Z 10061) et Karl Höllenreiner (Z 10062) furent déportés au camp ; ils servirent ensuite comme cobayes dans des expériences sur l'eau de mer dans le camp de concentration de Dachau.
Le dernier numéro de prisonnier inscrit dans le registre des femmes, Z 10849, appartient à Magda Samujlowiez, une Lituanienne arrivée au camp le 21 juillet 1944. La date est absente des dernières inscriptions des hommes. La dernière inscription datée du registre masculin appartient à Walter Brozinski (Z 10053), né dans le camp le 7 juin 1944, suivie de 40 autres inscriptions non datées.
D’autres victimes, non présentes dans les registres, dont on a retrouvé ultérieurement des documents :
- De nombreux prisonniers sont morts à cause des conditions de vie. En outre, le nombre de prisonniers a été réduit grâce à des opérations d'assassinats massifs et à des transferts vers d'autres camps de concentration ;
- Le 23 mars 1943, environ 1 700 hommes, femmes et enfants des casernes 20 et 22, amenés de Białystok et soupçonnés d'avoir le typhus, furent tués dans les chambres à gaz. Ces prisonniers ne sont pas enregistrés dans le registre ;
- Le 25 mai 1943, 507 hommes et 528 femmes furent assassinés dans les chambres à gaz parce qu'ils souffraient ou était soupçonnés d'être atteints de fièvre typhoïde ; les dates de décès furent dissimulées dans les registres ;
- Le 9 novembre 1943, une centaine de prisonniers sont transférés au camp de concentration de Natzweiler pour des expériences sur le typhus. Ils ont été tracés par un transport de remplacement arrivé entre le 8 et le 14 décembre ;
- Le 27 novembre 1943, 35 prisonniers sont transférés à la Strafkompanie ;
- Le 15 avril 1944, 884 hommes sont transférés au camp de concentration de Buchenwald et 473 femmes au camp de concentration de Ravensbrück.

Arthur Nebe a suggéré d'utiliser des « demi – Tsiganes » du camp de concentration d'Auschwitz pour des expériences médicales avec de l'eau de mer. Les expériences ont été réalisées entre juillet et septembre 1944 dans le camp de concentration de Dachau. Parmi les sujets non volontaires figurent d'anciens prisonniers du camp de roms d'Auschwitz : Josef Laubinger (Z 9358), Ernst Mettbach et Karl Höllenreiner.
Dans le système concentrationnaire d’Auschwitz, des prisonniers étaient recrutés par les SS pour servir de « fonctionnaire » ou kapo, ils avaient le statut de superviseurs des prisonniers. Hermann Diamanski (de), prisonnier communiste a été nommé superviseur du camp ; il était surnommé le « baron tsigane » par les prisonniers et, selon les survivants, il les défendait et aidait aux actions de résistance. Ce qui n’a pas été le cas de l’allemand Bruno Brodniewicz , nommé aux mêmes fonctions et surnommé « la peste noire » par les détenus qu'il maltraitait.
Le démantèlement du camp commença à la mi-mai 1944.

## Fin du zigeunelager
En mai 1944, les roms et sintés apprennent que les SS planifient de liquider le camp des Tsiganes. Le 16 mai 1944, plus de 600 détenus roms et sintés ne se présentent pas à l’appel matinal. Après avoir réussi à subtiliser pioches, pelles dans une réserve d’outils, ils se barricadent dans les dortoirs, détruisent les lits pour se fabriquer des armes de fortune, déclenchent une révolte collective au sein du zigeunelager et s’attaquent courageusement aux Nazis. La révolte fut si vigoureuse, que les Nazis effrayés par cette résistance ont été contraints de changer leurs plans. La décision fut prise de séparer les détenus pour pouvoir les exécuter. Quelques jours plus tard, le 23 mai 1944, environ 1 500 prisonniers furent sélectionnés et transférés au camp de concentration d'Auschwitz I afin d'être transférés dans d'autres camps. 82 hommes furent envoyés au camp de concentration de Flossenbürg et 144 femmes au camp de concentration de Ravensbrück,.
La déportation complète ou l'assassinat des prisonniers restés au camp de concentration ont lieu les 2 et 3 août 1944 (en terme SS « liquidation »).  1 408 prisonniers sont transférés au camp de concentration de Buchenwald par train de marchandises, et les 2 897 femmes, hommes et enfants restants sont tués dans les chambres à gaz sur ordre de Berlin. Le 2 août à partir de 19 heures, les familles Tsiganes sont tués. Cette nuit sera appelée ultérieurement la zigeunernacht, la nuit des Tsiganes. Le résistant français André Rogerie en sera témoin. Le matin du 3 août 1944, les derniers résistants roms parvenus à se cacher dans le camp sont tués ou abattus par les SS.
On[Qui ?] ne sait pas clairement qui, quand et pourquoi la décision de dissoudre le camp fût prise. Le chercheur Michael Zimmermann évoque une lettre d'Arthur Nebe, chef de la police criminelle du Reich, qui joue un rôle central dans l'extermination des Tsiganes. Dans cette lettre datée du 5 mai 1944, Nebe propose non seulement d'utiliser des Tsiganes comme sujets de test pour les « expériences sur l'eau de mer », mais annonce également qu'il ferait bientôt une « proposition spéciale » à Himmler, à propos du « peuple tsigane ».
Après le meurtre des Tsiganes, une partie de l’ancien Zigeunerlager sera utilisée pour les juifs hongrois puis comme zone de sélection et de transit.
La démolition d'Auschwitz par les SS commença en novembre 1944. Le camp principal et les camp restant d’Auschwitz-Birkenau furent libérés par l'Armée rouge en début d'après-midi du 27 janvier 1945.

## Découverte du camp
Les 10 et 12 octobre 1943, un rapport préparé par des sources résistantes polonaises fut reçu par l'Office américain des services stratégiques (OSS) à Londres. Outre des informations sur la déportation et l'assassinat de Juifs européens, il contenait également le nombre de 14 000 Tsiganes qui ont été déportés vers le camp dont 90 % gazés.
Pourtant ni le terme Zigeunelager d'Auschwitz, ni le terme « tsiganes » ne sera développé durant le procès de Nuremberg lors du plaidoyer contre le camp d'Auschwitz. Alors que la résistante et témoin Française Marie-Claude Vaillant-Couturier, ancienne déportée, l'évoquera lors de sa déposition au procès sous ses termes « camp de gitans ».

## Mémoire et Musée
Depuis 1979, l'ancien camp de concentration et le « Camp de Tsiganes » sont inscrits sur la liste du patrimoine mondial de l'UNESCO.
Depuis 2001, le block 13 a été aménagé par le museum d’Auschwitz et accueille une exposition permanente à la mémoire des roms et sintés d’Auschwitz.